# 大岡駅 (宮城県)
大岡駅（おおおかえき）は、宮城県栗原市若柳字大林堰合にあったくりはら田園鉄道くりはら田園鉄道線の駅である。2007年（平成19年）、路線の廃止に伴い廃駅となった。

## 歴史
- 1921年（大正10年）12月20日：栗原軌道が石越駅から沢辺駅まで開通。同時に当駅が設置される。
- 1941年（昭和16年）12月3日：栗原軌道が栗原鉄道に改称となる。
- 1955年（昭和30年）11月29日：栗原鉄道が栗原電鉄に改称となる。
- 1966年（昭和41年）10月1日：行き違い設備廃止。
- 1967年（昭和42年）2月1日：貨物の取り扱いを廃止。
- 1968年（昭和43年）3月1日：無人化。
- 1995年（平成7年）4月1日：栗原電鉄がくりはら田園鉄道に改称となる。
- 2007年（平成19年）4月1日：廃止。

## 駅構造
末期は単式ホーム1面1線のみを有する地上駅で、ホームは線路の南にあった。改札口はなく、乗客は緩い坂を上ってホームに上がった。出入り口の脇には小さな待合所があった。
かつては列車同士の行き違いができたが、1966年（昭和41年）に行き違いは行われなくなった。駅の大岡小前方北側にはかつて使われていたホームが残っていたほか、当駅の前後で架線柱の幅が広くなっていたことなど当時の痕跡があった。貨物扱いの廃止は1967年（昭和42年）のことで、翌1968年（昭和43年）には無人駅となった。

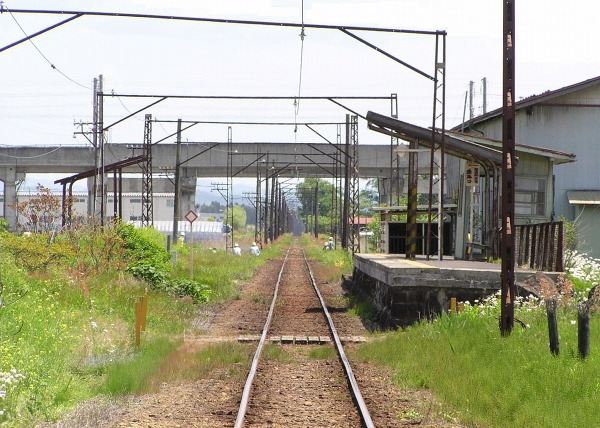
ホームを沢辺方から望む。左側に見えるのが使われなくなったホームである（2006年5月）

## 駅周辺
駅の北には水田が広がり、南に住宅地がある。駅前には住宅地の中の細い道が通じるだけで、商店はない。東に東北新幹線、西に東北自動車道の高架があり、くりはら田園鉄道線はその下をくぐった。北約200メートルには、線路と並行して走る宮城県道4号中田栗駒線があり、若柳金成インターチェンジで東北自動車道と接続する。南約200メートルに迫川と三迫川の合流点がある。安重根とその理解者で当地出身の千葉十七の記念碑がある大林寺は、堤防の北にある。

## 隣の駅
くりはら田園鉄道
くりはら田園鉄道線
大岡小前駅 - 大岡駅 - 沢辺駅